# Streptoalloteichus
Genre
Espèces de rang inférieur
- Streptoalloteichus hindustanus
- Streptoalloteichus tenebrarius

Streptoalloteichus est un genre de bactéries de l'ordre des Actinomycetales. Il regroupe deux espèces, utilisées pour la production de certains antibiotiques :
- Streptoalloteichus hindustanus pour la production de tallysomycine, un antitumoral utilisé en chimiothérapie[2],[3],
- Streptoalloteichus tenebrarius, classée il y a peu parmi les Streptomyces, pour la production d'apramycine et de tobramycine[4].